# 德讷河畔圣贝兰
德讷河畔圣贝兰（法語：Saint-Bérain-sur-Dheune，法語發音：[sɛ̃ beʁɛ̃ syʁ dœn]）是法国索恩-卢瓦尔省的一个市镇，属于索恩河畔沙隆区。

## 地理
德讷河畔圣贝兰（46°49'27"N, 4°36'7"E）面积12.67 平方千米，位于法国勃艮第-弗朗什-孔泰大區索恩-卢瓦尔省，该省份为法国中部省份，北起顺时针与科多尔省、汝拉省、安省、罗讷省、卢瓦尔省、阿列省和涅夫勒省接壤。
与德讷河畔圣贝兰接壤的市镇（或旧市镇、城区）包括：德讷河畔圣莱热、沙泰勒莫龙、莫雷、佩勒伊、圣让德特雷济、圣马尔德沃。

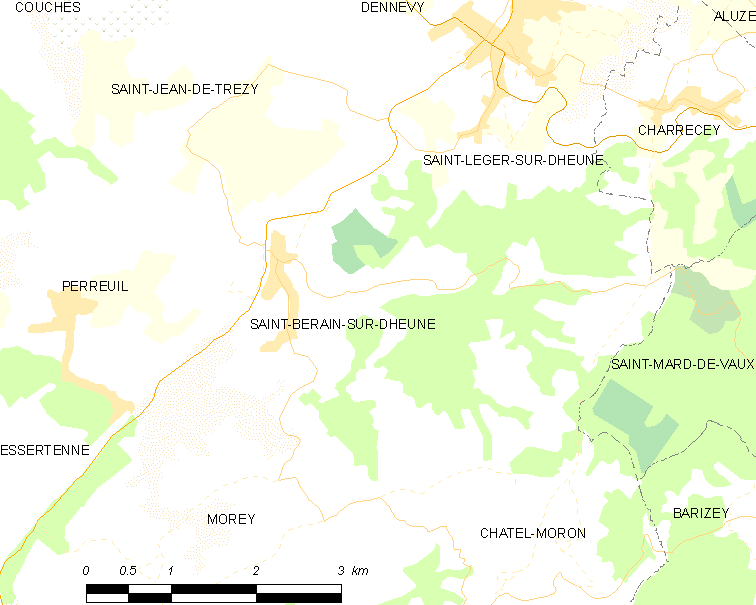
德讷河畔圣贝兰的OSM定位图

德讷河畔圣贝兰的时区为UTC+01:00、UTC+02:00（夏令时）。

## 行政
德讷河畔圣贝兰的邮政编码为71510，INSEE市镇编码为71391。

## 政治
德讷河畔圣贝兰所属的省级选区为沙尼县。

## 人口

1962-2008年间德讷河畔圣贝兰人口变化图示

德讷河畔圣贝兰于2022年1月1日时的人口数量为542人。